# Београдске џамије
Београдске џамије су исламске богомоље којих је у овом граду за време вишевековне владавине Османлија, било више од 50, а данас само једна.
Као део богатог вишевековног историјског, културног и верског наслеђа, ове исламске богомоље, иако највећим делом ишчезле, за собом су оставиле бројне материјалне и духовне трагове, јер су биле визуелни симбола развоја оријенталног Београда, у периоду од око три века, када су њихови минарети доминирали панорамом српске престонице.
У два историјска периода — половина оријенталне структуре Београда, укључујући и џамије је нестала током владавине Аустријанаца у првој половини 18. века, а друга половина — применом нове регулације у другој половини 19. века, када је паралелно са стварања Краљевине Србије Српски народ решио да се ослободи османлијске заоставштине, и у победничкој еуфорији која је завладала у новооснованој Кнежевини а потом и Краљевини Србији, по окончању Српско-турски ратови или Српских ратова за независност који су вођени између 1876. и 1878. године против Османског царства од стране Кнежевине Србије и Кнежевине Црне Горе, након којих је Србија добила пуну међународно признате независности на Берлинском конгресу. Иако се са једне стране српски народ постепено ослобађао османлијске заоставштине, са друге стране и Османлије нису желеле да у српске руке оставе џамије па су оне на њихов захтев порушене највећим делом између 1863. и 1864. године. Тако су до краја 19. века у Београду порушене све џамије осим Барјакли џамије, а и она је све до обнове била у јако лошем стању.
Са побољшањем српско-турских односа Краљевина Србија и градска управа Београда, с краја 19. века пружа помоћ турском хоџи, а касније и мујезину, и у том раздобљу обновљена је Барјакли џамија.

## Историја
Београд је пред крај средњег века због одличног географског положаја и јаког утврђења још из античког периода, доласком Османлија постао важан економски и војни центар ових простора Балканског полуострва.

### Освајање Србије и Београда
Након освајања јужних крајева данашње Србије почетком 15. века Османско царство је Деспотовину Србију поробило 1459. године. Након пада Смедерева, Османлији су напале Београд, који је тек после неуспелих покушаја Мурата II 1440. године и Мехмеда II 1456. године, освојио султан Сулејман I 1521. године. До 1552. била је освојена и цела Војводина, а Београд на Дунаву или Туна Белгради постао је „Дар-ул-џихад“ (Врата рата, Кућа рата, Капија рата или Тврђава џихада).
Београд се постепено од средњовековне вароши коју је одликовао несметани развој скоро два пуна века, за време владавине Османлија трансформисао у оријенталну варош.

### Изградња Београда
Према цртежу Ференца Ватаја, Београд je 1603. године био добро заштићен град, подељен на на пет делова: два y Горњем и три y Доњем граду, сваки омеђен снажним бедемима са зупцима при врху Високи бедеми са зупцима и низом кула утопљених y градска платна штитили су подједнако Горњу тврђаву и подграђе y Доњем граду, а око тврђаве ширила су се предграђа, уз дунавску и савску обалу, заштићени палисадама на прилазу са река.
У Београд су Османлије доста улагале у његову изградњу и он се убрзано развијао — што најбоље илуструју подаци, да од 4 махале колико је било 1536. године, већ 1571. године у Београду је било 27 махала, а до краја 16 века 41. А у тим махалама, које су чиниле основну карактеристику балканско-оријенталне урбане културе Београда, која је за разлику од европског урбанизма који полази од правилног ортогоналног система улица, овде је она прилагођено топографији терена, а комплекс јавних грађевина, чаршија и махале чине основну карактеристику — балканско-оријенталне урбане културе.
Под утицајем такве урбане културе у Београду настаје читав комплекс јавних грађевина и чаршија. У њима су за јавне грађевине, попут џамија, увек бирана места на неком узвишењу, где је џамија са својим минаретом требло да доминира околином.

### Изградња џамија
Након 1521. године када је Београд постао освојена варош, под влашћу Османлијске царевине, у њему настају прве џамије, које су у почетку биле преуређене хришћанске цркве претворене у џамије. Најпознатија међу њима била је стара српска Митрополитска црква која је постала Велика џамија у Доњем граду.
Интензивнија изградња џамија почела је после пада Будима 1541. када је Београд престао да буде погранична варош. Из једног турског пописа види се да је Београд већ 1560. имао шеснаест џамија, од којих десет у вароши и шест у тврђави.
Следила је у 16. и 17. веку градња нових џамија. Године 1673. Ханс Куниц у својим путописима износи претпоставку да у Београду има око 30 или 40 турских храмова... или џамија...и да су све прекривене оловом. Каснија су истраживања показала да је Београд 1688. године имао 51 џамију.
Након што су с краја 17. и с почетка 18. века изграђене још 4 џамије, сматра се да је у Београду свеукупно изграђено 56 џамија, једна мусала џамија и 22 месџида. Разлика између месџида, џамије и мусала џамија је у томе — што се у месџидима не клања „џума намаз“ петком и бајрам-намаз тако да није било потребе за минбером са ког су се говориле хутбе, нису имали ни минарете, док је мусала представља пространо место опасано зидом са михрабом, и уздигнутим местима за хатиба где се одржава посебан салат (молитва).
Од наведеног броја џамија, у Београду је било :
- 17 неубицираних (зна се под којим називом су постојале али им се не зна тачна локација),
- 27 убицираних (непознатог изгледа),
- 12 убицираних (познатог изгледа).[17]

### Златно доба београдских џамија (16. и 17. век)
У другој половини 16. века Османско царство било је на врхунцу своје моћи. Његова доминантна позиција у оновременом поретку европских држава није се заснивала само на ефикасности државне организације и великом богатству земље, већ и на чињеници да по снази и величини државе сличне њему на Западу готово да није било. У њему доминира дворска култура, као и видљив лични утицај султана као мецене и директног инспиратора културних процеса у друштвеном животу.
У таквим условима, када је у Београду било 365 муслиманска домаћинства и 109 хришћанских, настало је златно доба београдских џамија, након интензивније изградња џамија, која је почела после пада Будима 1541. године, тако да је Београд већ 1560. године (према једном османском попису) имао изграђених шеснаест џамија, од којих десет у вароши и шест у Београдској тврђави. Међу њима су највеће и најзначајније биле:
Џамија султана Сулејмана Величанственог у Горњем граду
Ова џамија саграђена по пројекту највећег турског архитекте Синана саграђена с краја 16. или спочетка 17. века. Она не само да је била највећа и најлепша већ је имала и доминантан положај у панорами Београда. Ова једнопросторна поткуполна џамија класичног цариградског стила с високим и витким минаретом, није била дугог века.
Срушена је за време аустријске власти у Београду од 1717-1739. године.
Мехмед-паше Јахјапашића џамија у Доњој чаршији
Ова џамија, позната и као Имарет џамија грађена је од 1548 до 1549. на простору код дорћолског угла, између данашњих улица Цара Душана, Дубровачке, Скендер-бегове и Книћанинове. Њен ктитор је Мехмед-паша Јахјапашић, смедеревски санџак-бег. Била је једна од највећих и најлепших џамија у вароши, а налазила се у комплексу јавних грађевина које је Мехмед-паша подигао као прву групу јавних зграда после 1521.
За време аустријске окупације од 1717 до 1739. године адаптирана је у фрањевачку цркву. Обновљена је 1741. као Јахја-пашина џамија, а порушена 1878.
Према Евлији Челебији, имала је главну куполу од лаког материјала, четири бочне куполе покривене оловом, предворје и бочне тремове с куполама које су такође биле покривене оловом. Обновљена џамија је била уобичајеног типа, грађена од камена, с квадратном основом и зиданом калотом. Дужина квадратне стране основе износила је око 14 метара.
Бајрам-бегова џамија у Горњој чаршији
Саграђена је између 1557. и 1560. на углу данашњих улица Доситејеве и Браће Југовића, у блоку Народног позоришта. Налазила се у склопу јавних грађевина које је подигао Бајрам-бег, смедеревски санџак-бег.
За време аустријске власти од 1717. до 1739. служила је као магацин и као зграда за становање.
Џамију је после поновног пада Београда под Османлијску власт, 1739. обновио румелијски дефтердар хаџи Мустафа-ефенди Атиф-заде. Припадала је уобичајеном једнопросторном поткуполном типу грађевине од тесаног камена чија је дужина квадратне стране основе износила око 15 метара
За време изградње зграде Народног позоришта у Београду 1869. џамија је претворена у плинару за осветљавање позоришта. Пошто је поцрнела од дима прозвана је Кара-џамијом. Тридесетак година касније (између 1897. и 1900. године) џамија је срушена.
Ејнехан-бегова џамија
Џамију је око 1585. саградио Ејнехан-бег, на простору данашњег Булевара Револуције, у близини раскрснице са Влајковићевом улицом, некад у оквиру Малог пазара, и треће београдске чаршије, од притесаног камена. Била је монументалније од осталих београдских џамија и боље осветљена јер је за разлику од других џамија имала већи број прозора. Припадала је уобичајеном једнопросторном поткуполном типу, а дужина стране квадратне основе износила је око 15 метара.
За време аустријске окупације од 1717. до 1739. у њој се налазило складиште униформи.
Прилично је страдала у борбама 1789, па је отад добила име Батал-џамија. До темеља је срушена 1869. године
Како градња џамија у 17. веку није престајала Београд је у 1688. години имао 51 џамију и 22 месџида.

### Џамије у време аустроугарске власти
Београд је три пута од Турака освајала Аустрија (1688—1690, 1717—1739, 1789—1791), а Османлије су га поново заузимале, уз велика разарања, када су највише страдале и џамије.
Први већи пораз Османлија догодио се када је Београд пао под аустријску власт 1688. године. У снажној артиљеријској борби не само да је масовно страдала београдска варош, већ су у њеним махалама страдале и њихове џамије. Део џамија који нису страдале уступљено је језуитима за „латинске школе”, и осталим црквеним редовима, фрањевци, капуцини, минорити и др. за њихове манастире и школе са немачким наставним језиком, јер су досељеници углавном били Аустријанци.  Све турске зграде и џамије Аустријанци су реновирали у знаку бечке архитектуре из доба љубитеља уметности цара Карла.
Османлије, после две године, враћају у своје руке Београд, али је град из ових сукоба изашао разорен, а његово становништво, због сарадња заједно са Аустријанцима, изложено убијању, прогону и пљачкама. После 1688. године број београдских џамија је драстично опао — са 51 на свега петнаестак. То говори о масовности разарања која је Београд доживео од стране аустријске војске.
После тога Београд је поново погранична варош, и то све до 1717. године, када га Аустријанци под вођством принца Евгенија Савојског поново заузимају. Тада се на месту већ порушене Београдске тврђаве гради нова према савременим војно-стратешким потребама. Аустријска владавина Београдом у периоду од 1717. до 1739. године означена је правом трансформацијом града. У том историјском раздобњу половина оријенталне структуре Београда је нестала током владавине Аустријанаца у првој половини 18. века. Београд губи дотадашње турско-источњачки изглед и поприма обележје средњеевропског град али и као једна европска метропола. Поред тврђаве и варош је опасана бедемима, а изграђена су и нова здања, руше се или пренамењују џамије, а хришћански Београд почиње опет да цвета, након што су хришћанске цркве биле обесвећене и претворене у скровиште стида и срама турског.
Након поновног заузећа Беогрда, 1739. године од стране Османлија, Франц Филип Гуденус је 1740. године записао...све је некада било немачко, а сада је европска култура нестала, град и његове становнике као да је прогутала земља, све је заменила страна, азијатска култура.
Османлије руше бедеме око Београда, потом аустријске касарне и друге објекте и куће, а многе хришћанске цркве претварају у џамије. Београд поново постаје варош оријенталних обележја и то са пограничним положајем, јер је Београдским мировним уговором граница повучена на реци Сави.
Крајем 19. века у последњем аустро-турском рату, Београд је октобра 1789. освојен, и био под Аустроугарском влашћу све до потписивањем Свиштовског мира 1791. године. У периоду окупације (1789 — 1791. godine) страдало је 30 џамија. У плану Београда, који је сачинио аустријски поручник Бруш 1789. године, уцртано је 15 џамија, од којих неке нису идентификоване. У плану се не наводи Батал џамија која се налазила у близини садашње Савезне народне скупштине. Овај број џамија углавном је остао константан до Првог српског устанка.
Када су се Аустријанци повукли у Земун, јаничарима је забрањен улазак у београдски пашалук.

### Џамије у 19. веку
После погибије Мустафа-паше, 1801. године, јаничари успостављају своју власт у Београду и околним селима. То је било време потпуног безвлашћа, јаничарског насиља и пљачки. Оно је било завршено познатом сечом кнезова и других виђенијих Срба, што је било повод за подизање Првог српског устанка.
У Првом српском устанку устаници су ослободили Београд 1806. године, и држали град од 8. јануара 1806. до 1813. под својом влашћу, када су га поново заузеле Османлије.
Након повратка у Београд 1813. године Османлија су обнављале и поправљале мање оштећене џамије, док са обнављањем више оштећених и полупорушених у минулим ратовима није могло да се отпочне због тадашњих финансијских прилика у Отоманској империји, а посебно у Београдском пашалуку.
Јоаким Вујић, који је боравио у Београду 1826. године, наводи...до 30 џамија које су највећим дијелом батал, порушене и поваљане.
Српске власти су 1836. године пописале џамије у Београду, и у том списку се налазило 16 џамија. Како је у Београду било, према приповедачу Лазару Комерчићу, имао неких 15-16 џемата (махала), он сматра да је сваки џемат имао своју џамију.

У путопису Вилијaма Дентона, који је слободно превео са енглеског на немачки језик београдски евангелистички пастор Данијел фон Келн, и објавио у Берлину 1865. године, у кратким цртама сажео је сво оно што је читаоца могло да интересује. 
Бомбардовање Београда 1862. године представљало је прекретницу за преостало турско становништво у вароши. Промене које је бомбардовање изазвало у турском делу Београда описао је Ф. Каниц: 
„Слике некадашњег шароликог живота и живописна панорама џамија у тамном зеленилу кипариса, са жубором шедрвана, које су још биле свеже у мом сећању, нису више имале ничег заједничког с овом опустелошћу ‚Булбулдера‘ – ‚Славујеве долине‘, како су Турци назвали горњи део Дорћола – покривеног баштама и воћњацима из којих се ширио чисти миомирис.
Седамдесетих година 19. века Београд постаје центар младе Кнежевине и он ће се као такав, као главно средиште, и развијати. Град почиње да се урбанизује европским узорима: нове зграде, цркве, институције културе, школе. Срби су после одласка Турака показали посебну ревност у рашчишћавању трагова пропадања некадашње славе Београда, па и трагова турског боравка у Београду. Кнез Михаило је убрзо по њиховом одласку наредио да се поруше градски бедеми и шанац, и како је то сликовито забележи Феликс Каниц, а Г. Раш, поредећи утиске из 1866. и 1872. године приметио: Турског града је нестало и свуда су били запослени постављањем нових линија улица, уклањањем рушевина, рушењем... У тој еуфорији нестале су и готово све турске џамије.

## Архитектура
Класични цариградски стил
Џамије на тлу Београда закључно са 17 веком грађене су у класичном цариградском стилу, који се заснива углавном на једнопросторној поткуполној џамији под утицајем Аја Софије. Спољним изгледом џамија доминирало је сивило камена и олова којим су биле прекриване куполе. Камен за њихову изградњу, као и за сва остала стара здања у Београду, вађен је на Ташмајдану. Грађене су у квадратној основи а помоћу пандантива и тромпи прелазиле су у осмоугаону основу тамбура на којој лежи купола у облику полулопте. Споља џамије углавном немају декорацију осим декорације на прозорима са решеткама и улазних портала. Минарети су грађени углавном десно од улаза. Око џамија су била смештена гробља. У унутрашњости џамије примењује се сликана и пластична декорација, углавном калиграфски исписани цитати из Кур’ана, ћилими и често веома богато украшени михраб и минбар.
Стил турског барока
Међутим у 18. и 19. веку у њиховом обликовању заступљен је стил турског барока, настао под утицајем Запада. Један од таквих примера је џамија султана Махмуда, изграђена око 1739, а дограђена 1746. године.

## Списак џамија
| Убициране и неубициране џамије      | Назив богомоље |
| ----------------------------------- | --- |
| Убициране џамије познатог изгледа   | 1. Али-пашина џамија 2. Бајракли-џамија 3. Бајрам-бегова џамија 4. Батал - џамија 5. Дефтердарова џамија 6. Хасан-пашина џамија 7. Јахја-пашина џамија 8. Кизлар-агина џамија 9. Лаз Оглије џамија 10. Султана Махмуда џамија 11. Султана Мустафе џамија 12. Турбе-џамија |
| Убициране џамије непознатог изгледа | 1. Ахмед-агина џамија 2. Ат-пазар џамија 3. Царева џамија на Сави 4. Факир Хаџи-Алије џамија 5. Ферхад-пашина џамија 6. Хаџи Хасан-агина џамија 7. Хаџи-Мустафе Челебије џамија 8. Хаџи-Омера џамија 9. Хаџи-Велије џамија у Доњем граду 10. Хасан-агина џамија у Болме Хисару 11. Ибрахим-бегова џамија 12. Ибрахим-Челебијина џамија 13. Иваз Мехмед-пашина џамија 14. Калин-џамија 15. Капиџијина џамија 16. Коски-бегова џамија 17. Кучук-Хаџи-Велије џамија у Доњем граду 18. Лаз Хаџи-Махмудова џамија 19. Мусала-џамија 20. Оваџик-џамија 21. Султана Сулејмана џамија (друга) у Доњем граду 22. Султана Сулејмана џамија у Горњем граду 23. Табачка џамија 24. Три-и-бала џамија 25. Турган-бегова џамија 26. Велика џамија у Доњем граду (Султана Сулејмана) 27. Зејнудин-агина џамија |
| Неубициране џамије                  | 1. Абдулџебар-агина џамија 2. Челебијина џамија 3. Чик-Салин џамија 4. Џин-Али-агина џамија 5. Гениш-агина џамија 6. Хаџи-Фетхулана џамија 7. Хаџи-Халила џамија 8. Хаџи-Незира џамија 9. Хаџи-Садика џамија 10. Хаџи-Салиха џамија 11. Идриз-бегова џамија 12. Јени-џамија 13. Кадри-пашина џамија 14. Кара-Мустафе џамија 15. Казанџијска џамија 16. Кучук-Хаџи-Хусеина џамија 17. Петрев-пашина џамија |